# Аромат
Арома́т, па́хощі — приємний запах, назва якого передбачає додаткову емоційну характеристику. (Антонім цьому слову — сморід). Аромат в людини викликає позитивні асоціації (харчові, сексуальні, пов'язанні з безпекою), та відповідні фізіологічні реакції — поглиблення дихання, нерідко — зниження артеріального тиску, певне розслаблення м'язів під час перебування у зоні дії приємного летких ароматичних речовин.
Приємність та неприємність запаху досить сильно обумовлені фізіологічним та психічним станом, життєвим досвідом людини. Так, аромат може виступати, як соціальна ознака — використання деяких парфумів та дезодорантів є дієвим засобом визначення соціального статусу людини, її приналежності до «кола вибраних».
Крім того, приємність або неприємність запаху залежить від концентрації леткої речовини — деякі речовини через збільшення їх концентрації у повітрі можуть змінити емоційний стан людини на повністю протилежні (типовий перехід від приємного до неприємного).